# Aphelinus fulvus
Aphelinus fulvus is een vliesvleugelig insect uit de familie Aphelinidae. De wetenschappelijke naam is voor het eerst geldig gepubliceerd in 1963 door Yasnosh.